# Вас не догонят
«Вас не догонят» (англ. Lost and Delirious, букв. «Потерянные и неистовые») — канадский драматический фильм режиссёра Леи Пул, основанный на романе Сьюзан Свон «Жёны из Бата».

## Сюжет
Отец отправляет Мэри (Миша Бартон), которую все зовут Мышкой, в частный колледж по совету её мачехи. В этом дорогом частном заведении, расположенном в пышном лесу, шестнадцатилетних воспитанниц учат всему: от иностранных языков до фехтования. Единственное, чему невозможно научить, — как скрыть первое чувство любви, если оно направлено… на твою соседку по комнате. Как проявить это запретное чувство, чтобы не стать изгоем, как доказать миру, что любовь сильнее общественных предрассудков.
Мэри тяжело переживает переезд, но быстро приходит в себя, познакомившись с Полли (Пайпер Перабо) и Тори (Джессика Паре) — соседками по комнате. Полли сразу дает ей новое имя — Храбрая Мэри и взывает к бунтарскому духу.
На глазах Мэри разворачивается любовная история между Полли и Тори, которые на самом деле не просто подруги, как все считают.
Она невольно становится свидетелем романтичных сцен и признаний в любви. Но недолго длится хрупкое счастье…
В один прекрасный день сестра Виктории (Эмили Ванкэмп) застает их в одной постели, нежащихся в лучах солнца. Полли готова идти до конца, мнение окружающих её не сильно заботит, но Тори неожиданно идет на попятную. Ей больно предавать саму себя, но перед глазами стоит её суровый отец и консервативная мать, которых она ни за что не хочет разочаровывать. Дружба и любовь девушек рушатся на глазах. Перед тем как расстаться с Полли окончательно, Тори просит Мэри быть рядом с Полли, чтобы поддержать её. И Мэри до конца остается единственной её подругой, среди презрительных взглядов других учениц колледжа.
Полли тяжело переживает разрыв, идет на безумные поступки, чтобы вернуть свою любовь, она проходит все стадии от поклонения до безумства, но ничто не может сломать стену видимого безразличия Тори.
В конце фильма Тори стоит на футбольном поле и безумным взглядом провожает Полли в её последний-первый полет с крыши.

## Актёрский состав
- Пайпер Перабо — Паулин «Полли» Остер
- Джессика Паре — Виктория «Тори» Моллер
- Миша Бартон — Мэри «Мышка» Бедфорд
- Джеки Берроуз — Фэй Вон
- Мими Кузык — Элеанор Беннет
- Грэм Грин — Джон Мензис
- Эмили Ванкэмп — Эллисон Моллер
- Эми Стюарт — Корделия
- Каролин Даверна — Кара
- Люк Кёрби — Джейк
- Алан Фосетт — Брюс Моллер
- Питер Олдринг — Фил
- Грейс Линн Кунг — Лорен

## Дополнительная информация
Фильм был снят в Лоноксвилле, Квебек в Университете Бишопа и возле реки Массавипи в Колледже Бишопа. Студенты, посещающие летние занятия во время съемки, снимались в массовке.

## Награды
Фильм получил следующие награды:
| Награды                                     | Награды | Награды                   | Награды                                   | Награды    |
| ------------------------------------------- | ------- | ------------------------- | ----------------------------------------- | ---------- |
| Фестиваль / Премия                          | Год     | Награда                   | Категория                                 | Победитель |
| Canadian Society of Cinematographers Awards | 2002    | CSC Award                 | Best Cinematography in Theatrical Feature | Пьер Гилл  |
| Genie Awards                                | 2002    | Genie                     | Best Achievement in Cinematography        | Пьер Гилл  |
| Кинофестиваль в Мар-дель-Плата              | 2001    | ADF Cinematography Award  |                                           | Пьер Гилл  |
| Международный кинофестиваль в Стокгольме    | 2001    | Приз зрительских симпатий |                                           | Леа Пул    |